# پینوکیو (فیلم لایو اکشن ۲۰۲۲)
پینوکیو (به انگلیسی: Pinocchio) فیلم لایو اکشن آمریکایی در ژانر درام، موزیکال و فانتزی به کارگردانی رابرت زمکیس بر پایهٔ فیلمنامه‌ای از زمکیس و کریس وایتز و تهیه‌کنندگی والت دیزنی پیکچرز است. این فیلم یک بازسازی از فیلم پینوکیو (۱۹۴۰) است که خود بر اساس کتاب ایتالیایی ماجراهای پینوکیو در سال ۱۸۸۳ اثر کارلو کلودی ساخته شده‌است. در این فیلم تام هنکس، سینتیا اریوو و لوک ایوانز به همراه بنجامین ایوان اینسورث، جوزف گوردون لویت، کیگان-مایکل کی و لورین براکو در صداپیشگی نقش آفرینی می‌کنند.
پینوکیو در ۸ سپتامبر ۲۰۲۲ در دیزنی پلاس منتشر شد. این فیلم به طور کلی نقدهای منفی از سوی منتقدان دریافت کرد، که فیلم را فاقد جذابیت فیلم ۱۹۴۰ دانستند و از نگارش و انحرافات آن انتقاد کردند، هر چند جلوه‌های بصری، موسیقی، و برخی از بازی‌های بازیگران مورد تحسین قرار گرفت. این فیلم نامزد ۶ جایزه در چهل و سومین دوره جوایز تمشک طلایی از جمله بدترین فیلم و بدترین بازسازی شد.

## داستان
در یک روستای کوچک در پادشاهی ایتالیا در سال ۱۹۰۰، یک جیرجیرک ولگرد به نام جیمینی جیرجیرک وارد خانهٔ یک پیرمرد نجار تنها و بیوه به نام پدر ژپتو می‌شود که با بچه‌گربه‌اش فیگارو و ماهی قرمزش کلئو زندگی می‌کند. پدر ژپتو تازه ساختن یک عروسک چوبی را به پایان رسانده که آن را بر پایهٔ پسر خردسال و از‌دست‌رفته‌اش ساخته و نامش را پینوکیو گذاشته‌است. پیش از آن‌که بخوابد، ژپتو برای این عروسک از ستاره‌ای آرزو می‌کند. آن شب، ستاره به‌شکلی جادویی پینوکیو را زنده می‌کند. سپس پری آبی سر می‌رسد و به او می‌گوید که اگر شجاع، راستگو و فداکار باشد، می‌تواند به یک پسر واقعی تبدیل شود. پری آبی، جیمینی را مسئول وجدان پینوکیو می‌کند تا خوبی و بدی را به او بیاموزد. وقتی ژپتو از خواب بیدار می‌شود و می‌بیند پینوکیو جان گرفته، ابتدا شوکه می‌شود، اما به‌زودی غرق شادی می‌گردد.
چند روز بعد، پدر ژپتو پینوکیو را به مدرسه می‌فرستد. در راه، روباهی حیله‌گر به نام جان راستگو و شریک گربه‌اش گیدئون به او نزدیک می‌شوند و پینوکیو را متقاعد می‌کنند که اگر بخواهد واقعاً پسر شود، باید زندگی مشهوری داشته باشد؛ در حالی‌که قصد واقعی‌شان این است که او را به نمایشگر عروسکی به نام استرومبولی بفروشند. با کمک یک مرغ دریایی به نام سوفیا، جیمینی پینوکیو را قانع می‌کند که به مدرسه برود، اما مدیر مدرسه به‌خاطر این‌که او یک عروسک است، اخراجش می‌کند. پینوکیو ناامید شده و تصمیم می‌گیرد نزد استرومبولی برود، در حالی‌که جان راستگو جیمینی را در شیشه‌ای زندانی می‌کند.
پدر ژپتو، فیگارو و کلئو وقتی پینوکیو برای شام به خانه بازنمی‌گردد، به جستجوی او می‌پردازند. در تماشاخانهٔ استرومبولی، پینوکیو با کارمند او، فابیانا، و عروسکش، سابینا، آشنا می‌شود. پینوکیو نمایشی موفق اجرا می‌کند، اما استرومبولی او را در قفس پرندگان زندانی می‌کند تا نتواند بگریزد. در این میان، کالسکهٔ استرومبولی، جیمینی را آزاد می‌کند و پینوکیو، با گفتن دروغ‌هایی که دماغش را بلندتر می‌کند، کلید قفس را برای جیمینی قابل دسترسی می‌سازد.
پینوکیو سپس سوار بر کالسکه‌ای پر از کودکان می‌شود که راننده‌ای کاریزماتیک به نام کالسکه‌ران آن را می‌راند و بچه‌ها را به جزیرهٔ خوشی‌ها می‌برد، جایی که شیطنت و بدرفتاری تشویق می‌شود. پینوکیو از بعضی از خشونت‌های بچه‌ها ناراحت می‌شود، اما با پسری بی‌ملاحظه به نام لمپ‌ویک دوست می‌شود و از جاذبه‌های آن‌جا لذت می‌برد. بعداً جیمینی پی می‌برد که همهٔ کودکان به الاغ تبدیل شده‌اند و کالسکه‌ران با کمک هیولاهای بخار آن‌ها را به معادن نمک می‌فروشد. پینوکیو با وحشت، تبدیل شدن لمپ‌ویک به الاغ را در سالن بیلیارد تماشا می‌کند و خود نیز گوش و دم الاغ پیدا می‌کند. پینوکیو و جیمینی پیش از آن‌که کالسکه‌ران آن‌ها را گیر بیندازد، از جزیره می‌گریزند.
وقتی به خانهٔ ژپتو بازمی‌گردند، درمی‌یابند که سوفیا برای ژپتو بروشوری از جزیره فرستاده تا او را از محل پینوکیو آگاه کند، و ژپتو همهٔ ساعت‌هایش را فروخته تا قایقی بخرد و به آن‌جا برود. پینوکیو دوباره با فابیانا و سابینا دیدار می‌کند. آن‌ها می‌گویند استرومبولی دیشب به‌دست کارابینیری به جرم بدرفتاری با کارکنانش بازداشت شده و آن‌ها نمایش عروسکی‌اش را به دست گرفته‌اند. آن‌ها به پینوکیو پیشنهاد همکاری می‌دهند، اما او که می‌خواهد پدرش را نجات دهد، نمی‌پذیرد. همین تصمیم باعث می‌شود نشانه‌های الاغ بودن از بین بروند. سپس، سوفیا طنابی برای پینوکیو می‌کشد تا او را به‌سوی دریای مدیترانه ببرد. آن‌جا ژپتو را با قایقش می‌یابند. اما درست هنگام دیدار، آن‌ها به‌دست یک هیولای دریایی غول‌پیکر به نام مونسرو بلعیده می‌شوند.
آن‌ها در شکم مونسرو پناهگاهی می‌یابند و پینوکیو نقشه‌ای می‌کشد: با روشن کردن آتش، هیولا را وادار به عطسه می‌کند. نقشه موفقیت‌آمیز است و مونسرو آن‌ها را بیرون می‌اندازد، اما در تعقیبشان آن‌ها را به صخره‌ها می‌کوبد و به نظر می‌رسد ژپتو جان می‌بازد.
پینوکیو که گمان می‌کند پدرش مرده، برای او گریه می‌کند و اشکی جادویی از چشمانش روی پدر ژپتو می‌چکد و او را دوباره زنده می‌کند. ژپتو به پینوکیو می‌گوید که گرچه هنوز عروسکی چوبی است، اما در دلش واقعاً پسر واقعی‌ای شده‌است. در پایان، در حالی‌که پینوکیو و ژپتو به‌سوی خانه بازمی‌گردند، جیمینی روایت می‌کند که داستان‌هایی گفته شده مبنی بر این‌که پینوکیو به پسری واقعی تبدیل شد، اما هیچ‌گاه تأیید نشده‌اند—و تأکید می‌کند که در دل خود، او از آغاز پسری واقعی بوده‌است.

## بازیگران

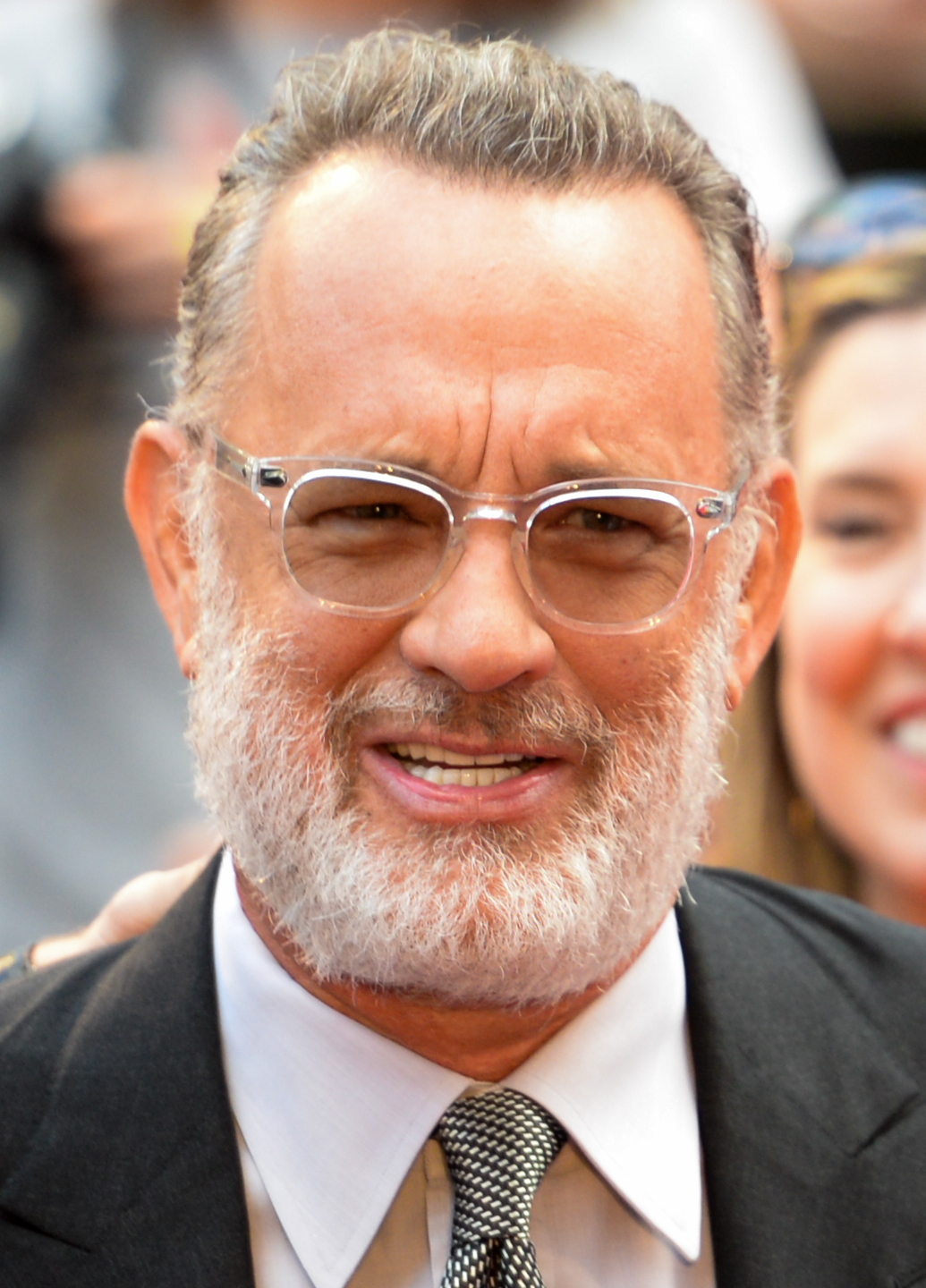
تام هنکس، بازیگر نقش پدر ژپتو

- تام هنکس در نقش پدر ژپتو، یک چوب‌تراش مهربان و تنها که پینوکیو را طوری می‌سازد که انگار پسر واقعی‌اش است.[۷]
- سینتیا اریوو در نقش پری آبی[۸]
- لوک ایوانز در نقش مربی، مالک و مجری حیله‌گر جزیره لذت.[۹]

### صداها
- بنجامین ایوان اینسورث در نقش پینوکیو، یک عروسک چوبی که توسط ژپتو تراشیده شده و توسط پری آبی به یک عروسک زنده تبدیل شده‌است.[۱۰]
- جوزف گوردون لویت در نقش جیمینی کریکت، یک کریکت باهوش و با فضیلت، که نقش «وجدان» پینوکیو را ایفا می‌کند.[۱۰]
- کیگان-مایکل کی در نقش گربه نره و روباه مکار ، روباه سرخ فریبنده ای که پینوکیو را دوست دارد.[۱۰]
- لورین براکو در نقش سوفیا مرغ دریایی[۱۰]

## تولید

### پیش تولید
در ۲۹ نوامبر ۲۰۱۸، گزارش شد که تام هنکس در حال مذاکرات اولیه برای بازی در نقش پدر ژپتو در این فیلم بود، اما پس از جدایی کینگ، پروژه را واگذار کرد. در آگوست ۲۰۲۰، هنکس دوباره به پروژه پیوست. گزارش شده‌است که هنکس پس از خواندن فیلمنامه با کارگردان رابرت زمکیس برای این نقش تماس گرفت. این دو قبلاً در فیلم‌های فارست گامپ (۱۹۹۴)، دورافتاده (۲۰۰۰) و قطار سریع‌السیر قطبی (۲۰۰۴) با هم کار کرده‌اند. در ژانویه ۲۰۲۱، زمانی که مربی و اوکس فگلی برای بازی در نقش لامپویک وارد مذاکره شدند، لوک ایوانز به بازیگران پیوست. در ماه مارس، بنجامین ایوان آینزورث برای نقش اصلی انتخاب شد و سینتیا اریوو، جوزف گوردون لویت، کیگان-مایکل کی و لورین براکو نیز اضافه شدند. اریوو نقش پری آبی را به تصویر می‌کشد، در حالی که گوردون-لویت، کی و براکو به ترتیب صداپیشگی جیمینی کریکت، گربه نره و روباه مکار و شخصیت جدیدی به نام سوفیا مرغ دریایی را بر عهده خواهند داشت.

### فیلم‌برداری
تصویربرداری اصلی در ۱۷ مارس ۲۰۲۱ در استودیو فیلم کاردینگتون، انگلستان، تحت عنوان کاری ماهوگانی آغاز شد. فیلمبرداری در آوریل ۲۰۲۱ به گفته بنجامین ایوان آینزوث به پایان رسید. در ۱ ژانویه ۲۰۲۲، سینتیا اریوو بازیگر اولین نگاه از او به عنوان پری آبی در بازسازی آینده را به اشتراک گذاشت.

## موسیقی
آلن سیلوستری، یکی از همکاران مکرر زمکیس، موسیقی متن فیلم را خواهد ساخت. سیلوستری و گلن بالارد قرار است آهنگ‌های جدیدی را برای این پروژه بنویسند، که شامل آهنگ‌هایی از فیلم اصلی می‌شود، از جمله «وقتی روی یک ستاره آرزو می‌کنی» که توسط سینتیا اریوو به عنوان پری آبی اجرا می‌شود.

## انتشار
در ۲۹ اکتبر ۲۰۱۹، گزارش شد که دیزنی به دلیل شکست باکس آفیس فیلم دامبو در نظر دارد این فیلم را در سرویس استریم خود، دیزنی پلاس منتشر کند، اگرچه گزارش شده بود که پس از استخدام رابرت زمکیس به عنوان کارگردان «اکران در سینما احتمال بیشتری دارد». در ۹ دسامبر ۲۰۲۰، این فیلم به‌طور رسمی اعلام شد که در پاسخ به دنیاگیری کووید-۱۹ به جای اکران در سینما، به دیزنی پلاس منتقل می‌شود. در نوامبر ۲۰۲۱، مشخص شد که این فیلم در اواخر سال ۲۰۲۲ به نمایش در خواهد آمد، و تاریخ نهایی آن ۸ سپتامبر ۲۰۲۲ با انتشار از طریق دیزنی پلاس اعلام شد.

## بازخورد
در وبگاه جمع‌آوری نقد راتن تومیتوز، ٪۲۹ از ۱۷۴ بررسی منتقدان مثبت است، و میانگینِ امتیاز آن ۴٫۸/۱۰ است. اجماع این وبگاه چنین می‌نویسد: «از نظر بصری خیره‌کننده، اما بی‌روح، این پینوکیوی تا حد زیادی بی‌جان مجدداً تأکید می‌کند که باید همیشه اجازه دهید وجدان شما راهنمای شما باشد… دور از بازسازی‌های غیر ضروری.» این فیلم در متاکریتیک که از میانگین وزنی استفاده می‌کند، بر اساس نظر ۳۷ منتقدین امتیاز ۳۸ از ۱۰۰ را کسب کرده که نشان‌گر «نقدهای عموما نامطلوب» است.